# Albert Maret
Albert-Auguste Maret, genannt Albert Maret (* 3. März 1900 in Champsec im Val de Bagnes, Kanton Wallis, Schweiz; † 1984) war ein Schweizer Elektroingenieur, der sich hauptsächlich mit dem Staumauerbau beschäftigte. Auf seine Initiative entstand der Lac de Mauvoisin.

## Biografie
Maret besuchte die Mittelschule in Saint-Maurice. Er fühlte sich zu einer literarischen Laufbahn hingezogen, entschied sich aber auf Wunsch des Vaters zu einem Ingenieurstudium an der ETH Zürich. Nach Abschluss der Ausbildung im Jahre 1923 war es wegen der Weltwirtschaftskrise schwierig Arbeit zu finden. Trotz eines Mandats für ein Kraftwerk in Fionnay im Jahr 1925 blieb seine berufliche Situation schwierig. Wie viele andere Schweizer aus der Romandie versuchte er Arbeit im benachbarten Frankreich in Marseille und  Paris zu finden, aber die wirtschaftliche Situation dort war gleich schlecht wie in der Schweiz. Schliesslich trat er 1928 in den Elektrotechnikkonzern Brown, Boveri & Cie. (BBC) in Baden ein.

### Staumauerbau
Albert Maret fühlte sich zum Staumauerbau hingezogen. Sein grosses Werk war der Bau des Lac de Mauvoisin zuhinterst im Val de Bagnes, wo er aufgewachsen war. Zwischen 1945 und 1949 gelang es ihm, von den betroffenen Gemeinden Konzessionen zur Nutzung der Dranse de Bagnes zu erhalten, wobei er in harter Konkurrenz zu dem Projekt zur Vergrösserung des Lac des Dix stand. Ab 1949 wurde die Strasse von Fionnay nach Mauvoisin verlängert. Die Staumauer wurde von 1951 bis 1957 nach Plänen von Alfred Stucky gebaut.
Maret beteiligte sich auch am Bau der Staumauern für den Lac de Salanfe und den Lac d’Emosson. Er war der Vordenker der in der Epoche des grossen Staumauerbaus umgesetzten Projekte, die er aufsetzte, obwohl zuvor namhafte Professoren einen Bericht zuhanden des Bundesrates verfassten, in dem sie ausführten, dass es im Wallis keine wirtschaftlichen Wasserkraftprojekte mehr geben würde.

### Politik und Gesellschaft
Albert Maret engagiert sich auch in der Politik, sowohl auf kommunaler als auch auf kantonaler Ebene. Er wurde 1953 ein erstes Mal zum Präsidenten der Gemeinde Bagnes gewählt, trat aber bei Beginn der Legislaturperiode zurück. In der darauffolgenden Legislatur von 1957 bis 1960 war er doch noch Präsident der Gemeinde Bagnes und danach noch eine Legislatur Ratsmitglied. 1957 bis 1965 war er auch Grossenratsmitglied.
Maret schrieb auch Gedichte, blieb aber als Dichter trotz Veröffentlichungen unbekannt.